# Przepływamy
Przepływamy - album solowy Grażyny Łobaszewskiej, który ukazał się we wrześniu 2012 roku. Powstał we współpracy z kompozytorem i producentem muzycznym - Darkiem Janusem.
Łobaszewska o Janusie: "Zakodował sobie, że chce nagrać płytę z Łobaszewską – i tak zrobił. Przyjechał świetnie przygotowany, dał mi gotowy materiał i po dwóch tygodniach wybrałam 12 utworów". Płytą artystka afirmuje życie, skłania do stawania czołem do melancholii i codziennych przeciwności.

## Lista utworów
1. Celebruję każdy dzień (gościnnie rap - Floyd Anthony Phifer) 
Słowa - Katarzyna N. Węgrzyn, Floyd Anthony Phifer, 
Muzyka - Dariusz Janus
2. Tyle tego masz 
Słowa - Magdalena Węgrzyn 
Muzyka - Dariusz Janus
3. Już drogę znasz 
Słowa - Magdalena Węgrzyn 
Muzyka - Dariusz Janus
4. Stay by me (gościnnie - Floyd Anthony Phifer) 
Słowa - Floyd Anthony Phifer 
Muzyka - Dariusz Janus
5. Chcę być na plaży 
Słowa - Justyna Holm 
Muzyka - Dariusz Janus
6. Mój dobry duch 
Słowa - Magdalena Węgrzyn, Katarzyna N. Węgrzyn 
Muzyka - Dariusz Janus
7. Dwa razy nic 
Słowa - Jan Wołek 
Muzyka - Dariusz Janus
8. Synku 
Słowa - Katarzyna N. Węgrzyn 
Muzyka - Dariusz Janus
9. Nad rzeką marzeń (gościnnie - Kuba Badach) 
Słowa - Janusz Onufrowicz 
Muzyka - Dariusz Janus
10. Zabawa w dom - reaktywacja 
Słowa - Justyna Holm 
Muzyka - Dariusz Janus
11. Sztafeta (gościnnie Chór TGD) 
Słowa - Justyna Holm 
Muzyka - Dariusz Janus
12. Powiedz, że powiedz, jak 
Słowa - Katarzyna N. Węgrzyn, Magdalena Węgrzyn 
Muzyka - Dariusz Janus